# Armando Giuranna
Armando Giuranna (Enna, 6 marzo 1945 – Palermo, 4 agosto 2018) è stato un attivista italiano, quarto presidente dell'Ente Nazionale Sordi, dal 1987 al 1995.
Ha due figli, Fabio e Maurizio, entrambi figli d'arte. Fabio dal 2018 al 2025 è stato presidente della sezione palermitana, mentre Maurizio, dal 2022, è presidente regionale del consiglio siciliano.